# Лежандрови полиноми
Лежандрови полиноми {\displaystyle P_{n}(x)} представљају решења Лежандрове диференцијалне једначине:
{\displaystyle {d \over dx}\left[(1-x^{2}){d \over dx}P_{n}(x)\right]+n(n+1)P_{n}(x)=0.}
Назив су добили по француском математичару Адријену-Мари Лежандру. Лежандрова диференцијална једначина често се сусреће у техници и физици, а посебно приликом решавања Лапласове једначине у сферном координатном систему.

## Својства и полиноми
Генерирајућа формула за Лежандрове полиноме је:
{\displaystyle {\frac {1}{\sqrt {1-2xt+t^{2}}}}=\sum _{n=0}^{\infty }P_{n}(x)t^{n}\qquad (1)}
Лежандрови полиноми могу да се дефинишу и Родригезовом формулом:
{\displaystyle P_{n}(x)={1 \over 2^{n}n!}{d^{n} \over dx^{n}}\left[(x^{2}-1)^{n}\right].}
Експлицитни развој полинома је:
{\displaystyle P_{n}(x)={\frac {1}{2^{n}}}\sum _{k=0}^{n}{n \choose k}^{2}(x-1)^{n-k}(x+1)^{k}=2^{n}\cdot \sum _{k=0}^{n}x^{k}{n \choose k}{{\frac {n+k-1}{2}} \choose n},}
Првих неколико полинома је:
- {\displaystyle P_{0}(x)=1;\,}
- {\displaystyle P_{1}(x)=x;\,}
- {\displaystyle P_{2}(x)={\frac {1}{2}}(3x^{2}-1);}
- {\displaystyle P_{3}(x)={\frac {1}{2}}(5x^{3}-3x);}
- {\displaystyle P_{4}(x)={\frac {1}{8}}(35x^{4}-30x^{2}+3);}
- {\displaystyle P_{5}(x)={\frac {1}{8}}(63x^{5}-70x^{3}+15x);}
- {\displaystyle P_{6}(x)={\frac {1}{16}}(231x^{6}-315x^{4}+105x^{2}-5);}
- {\displaystyle P_{7}(x)={\frac {1}{16}}(429x^{7}-693x^{5}+315x^{3}-35x);}
- {\displaystyle P_{8}(x)={\frac {1}{128}}(6435x^{8}-12012x^{6}+6930x^{4}-1260x^{2}+35);}
- {\displaystyle P_{9}(x)={\frac {1}{128}}(12155x^{9}-25740x^{7}+18018x^{5}-4620x^{3}+315x);}
- {\displaystyle P_{10}(x)={\frac {1}{256}}(46189x^{10}-109395x^{8}+90090x^{6}-30030x^{4}+3465x^{2}-63).}

## Рекурзије
Развојем формуле (1) за n=0 и n=1 добија се за прва два полинома:
{\displaystyle P_{0}(x)=1,\quad P_{1}(x)=x}
Изводом формуле (1) добија се:
{\displaystyle {\frac {x-t}{\sqrt {1-2xt+t^{2}}}}=(1-2xt+t^{2})\sum _{n=1}^{\infty }nP_{n}(x)t^{n-1}.}
а одатле се добија рекурзивна релација:
{\displaystyle (n+1)P_{n+1}(x)=(2n+1)xP_{n}(x)-nP_{n-1}(x).\,}

## Ортогоналност
Лежандрови полиноми су ортогонални:
{\displaystyle \int _{-1}^{1}P_{m}(x)P_{n}(x)\,dx={2 \over {2n+1}}\delta _{mn}}
где је δmn Кронекерова делта функција.

## Друга својства
Лежандрови полиноми су симетрични или антисиметрични, зависно од n:
{\displaystyle P_{n}(-x)=(-1)^{n}P_{n}(x).\,}
Полиноми могу и да се представе преко поларнога угла:
{\displaystyle P_{n}(\cos \theta )={\frac {1}{2^{n}n!}}{\frac {d^{n}}{d(\cos \theta )^{n}}}(\cos ^{2}\theta -1)^{n}}
Постоји и рекурзивна релација, која укључује изводе:
{\displaystyle (2n+1)P_{n}(x)={d \over dx}\left[P_{n+1}(x)-P_{n-1}(x)\right].}

## Примена Лежандрових полинома у физици
Адријен-Мари Лежандр је први увео Лежандрове полиноме 1782. као коефицијенте развоја Њутновога гравитационога потенцијала, тако да је развио:
{\displaystyle {\frac {1}{\left|\mathbf {x} -\mathbf {x} ^{\prime }\right|}}={\frac {1}{\sqrt {r^{2}+r^{\prime 2}-2rr'\cos \gamma }}}=\sum _{\ell =0}^{\infty }{\frac {r^{\prime \ell }}{r^{\ell +1}}}P_{\ell }(\cos \gamma )}
где су {\displaystyle r} и {\displaystyle r'} дужине вектора {\displaystyle \mathbf {x} } и {\displaystyle \mathbf {x} ^{\prime }}, а {\displaystyle \gamma } је угао између та два вектора. Тај ред конвергира када је {\displaystyle r>r'}.
Лежандрови полиноми појављују се и приликом решавања Лапласове једначине
{\displaystyle \nabla ^{2}\Phi (\mathbf {x} )=0} односно приликом решавања потенцијала у простору без наелектрисања.
За потенцијал добија се:
{\displaystyle \Phi (r,\theta )=\sum _{\ell =0}^{\infty }\left[A_{\ell }r^{\ell }+B_{\ell }r^{-(\ell +1)}\right]P_{\ell }(\cos \theta ).}

## Придружени Лежандрови полиноми
Поред обичних Лежандрових полинома поостоје и придружени Лежандрови полиноми {\displaystyle P_{\ell }^{m}(x)}, који представљају решења опште Лежандрове диференцијалне једначине:
{\displaystyle (1-x^{2})\,y''-2xy'+\left(\ell [\ell +1]-{\frac {m^{2}}{1-x^{2}}}\right)\,y=0,\,}
Придружени Лежандрови полиноми {\displaystyle P_{\ell }^{m}(x)} повезани су са обичним Лежандровим полиномима {\displaystyle P_{\ell }(x)} следећом релацијом:
{\displaystyle P_{\ell }^{m}(x)=(-1)^{m}\ (1-x^{2})^{m/2}\ {\frac {d^{m}}{dx^{m}}}\left(P_{\ell }(x)\right)\,}